# Prosoplus pullatus
Prosoplus pullatus là một loài bọ cánh cứng trong họ Cerambycidae.